# مفاعل حيوي

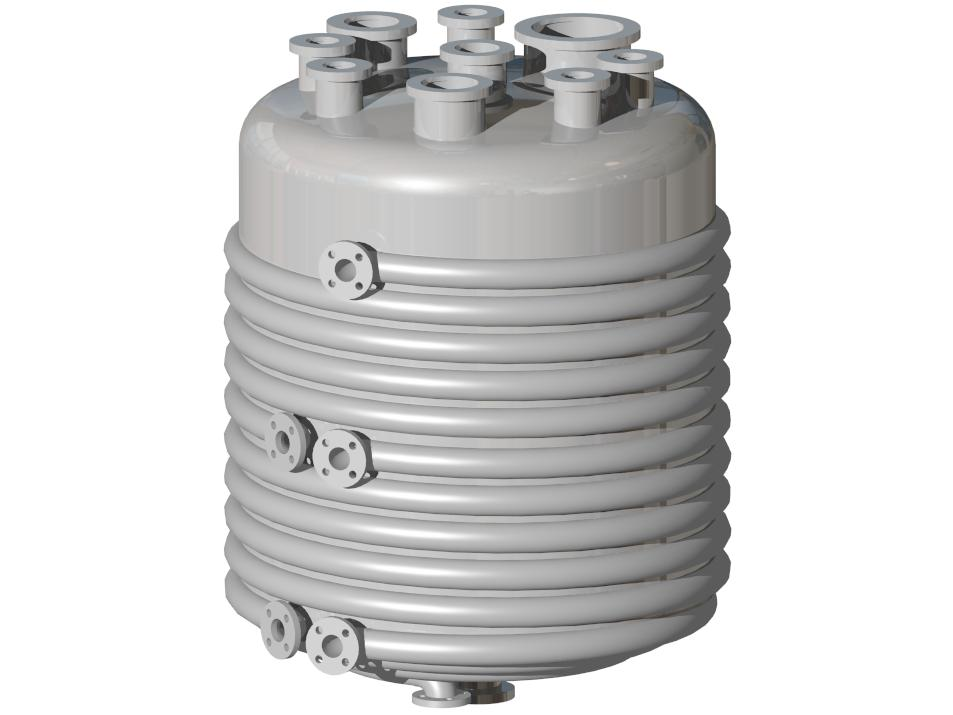
مفاعل من النوع المتقطع

التركيب العام للمفاعل الحيوي المتقطع

مفاعل حيوي  هو أي جهازٍ أو نظامٍ يدعم البيئة النشطة بصورةٍ حيويةٍ. وفي إحدى حالات الأمثلة على المفاعلات الحيوية، نجد أن المفاعل الحيوي هو وعاء يتم إجراء العملية (التفاعلات) الكيميائية التي تشتمل الكائنات الحية أو المواد النشطة الكيميائية الحيوية المشتقة من الكائنات الحية المختلفة. وهنا قد تكون مثل تلك العمليات هوائية أو لاهوائية (بالإنجليزية: anaerobic). وغالباً ما يكون شكل هذه المفاعلات الحيوية إسطوانية الشكل، تتراوح في أحجامها من سعة الليترات إلى الأمتار المكعبة، كما أنها غالباً ما تكون مصنوعة من سبائك الفولاز المقاوم للصدأ (ستانلس ستيل).
هذا وقد يشير المفاعل الحيوي إلى تلك الآلة أو النظام المعني بنمو الخلايا أو الأنسجة الحية في إطار زرع الخلايا. وتم تطوير تلك الأجهزة لتُسْتَخْدَمُ في مجال هندسة النسج.
وبناءً على قاعدة طريقة عملها، يمكن تصنيف المفاعلات الحيوية إلى مفاعل متقطع (بالإنجليزية: batch reactor)، مفاعل كلي (بالإنجليزية: fed batch reactor)، أو مفاعل مستمر (بالإنجليزية: continuous reactor) (ومثال ذلك؛ نموذج مفاعل الخزان المثار المستمر (بالإنجليزية: continuous stirred-tank reactor model)). ومثال على المفاعل الحيوي المستمر الكيموستات (الناظم الكيميائي) (بالإنجليزية: Chemostat).
كما قد تكون الكائنات الحية النامية داخل المفاعلات الحيوية معلقة أو مجمدة. ومن الطرق البسيطة التي يمكن بها تجميد الخلايا، طريقة علبة بتري مع هلام الأغار. ومن المفاعلات الحيوية واسعة النطاق والمستخدمة لتجميد الخلايا:
- الوسيط المتحرك، والمعروفة أيضاً بمفاعل شريط العمود المتحرك الحيوي (بالإنجليزية: Moving Bed Biofilm Reactor)
- العمود المعبأ
- العمود الليفي (بالإنجليزية: fibrous bed)
- الغشاء

## تصميم المفاعل الحيوي

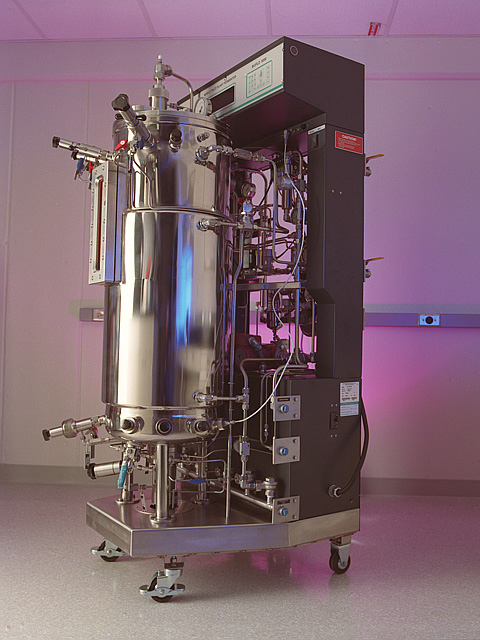
مفاعل حيوي مغلق يُسْتَخْدَمُ في أبحاث الإيثانول السليلوزي

يمثل تصميم المفاعل الحيوي مسألةً هندسيةً معقدةً مركبةً، والتي تم دراستها في نظام الهندسة الكيمياحيوية. وتحت الظروف المثلى، تُعَدُ الكائنات الدقيقة أو الخلايا قادرة على أداء وظيفتها المرغوبة بنسبة نجاح تُقَدَرُ بـمائة في المائة. هذا ويجب ضبط الظروف البيئية ومراقبتها بشكلٍ دقيقٍ والتي منها الغازية (كالهواء، الأكسجين، النيتروجين، ثاني أكسيد الكربون)، وكذلك معدلات التدفق، درجة الحرارة، الأس الهيدروجيني (pH)، بالإضافة إلى مستويات الأكسجين المذاب، وأيضاً معدل سرعة/ دائرية التهيج (بالإنجليزية: agitation).
ويستخدم معظم مصنعي المفاعلات الحيوية الصناعية الأوعية، المستشعرات ونظاماً للتحكم مشتبكين معاً في شبكةٍ واحدةٍ.
إلا أنه يجب ملاحظة أن القاذورات (بالإنجليزية: Fouling) قد تضر بالكفاءة العامة للمفاعل الحيوي، وبخاصةً المبادلات الحرارية (بالإنجليزية: heat exchanger). ولتجنب وقوع مثل ذلك الإفساد، يجب تنظيف المفاعل الحيوي بسهولةٍ ويسرٍ كلما كان ذلك متاحاً (ومن ثم تتشكل الجولة).
حيث أن المبدل الحراري يكون مطلوباً للحفاظ على العملية الحيوية في درجة حرارةٍ مستقرة وثابتة. حيث يكون التخمر الحيوي مصدراً أساسياً للحرارة، ومن ثم تحتاج المفاعلات الحيوية في معظم الأحيان إلى عملية تبريدٍ أو تجميدٍ. حيث قد يتم تبريدهم أو تجميدهم بغطاءٍ خارجيٍ أو، في بعض الأوعية أو الحاويات الكبيرة، بأنابيبٍ وملفاتٍ داخليةٍ.
وفي عملية التنفس الهوائي، ربما تمثل عملية نقل الأكسجين أصعب مهمةٍ لتُنْجَزُ. فالأكسجين هو أحد الغازات التي تذوب أو تنحل في الماء بصعوبةٍ وبدرجةٍ منخفضةٍ – بل بدرجةٍ أقل في حساء التخمر – كما أنه نادر أو شحيح في الهواء الجوي (حيث تصل نسبة تواجده في الهواء إلى 20.95%). وغالباً ما تساعد عملية التهيج في نقل الأكسجين، والتي تكون مطلوبة لخلط المغذيات والحفاظ على نتاغم وتجانس عملية التخمر. إلا أنه على الرغم من ذلك، توجد حدود لسرعة التهيج، وذلك بسبب كلاً من الاستهلاك العالي للطاقة (والتي تتناسب مع مكعب سرعة حركة الإلكترون) والضرر الذي تتعرض له الكائنات الحية بسبب سرعة الميل المتزايدة. وفي مجال الممارسة، تتعرض المفاعلات الحيوية للضغط؛ مما يزيد من محلولية الأكسجين في الماء.

## المفاعل الحيوي الضوئي

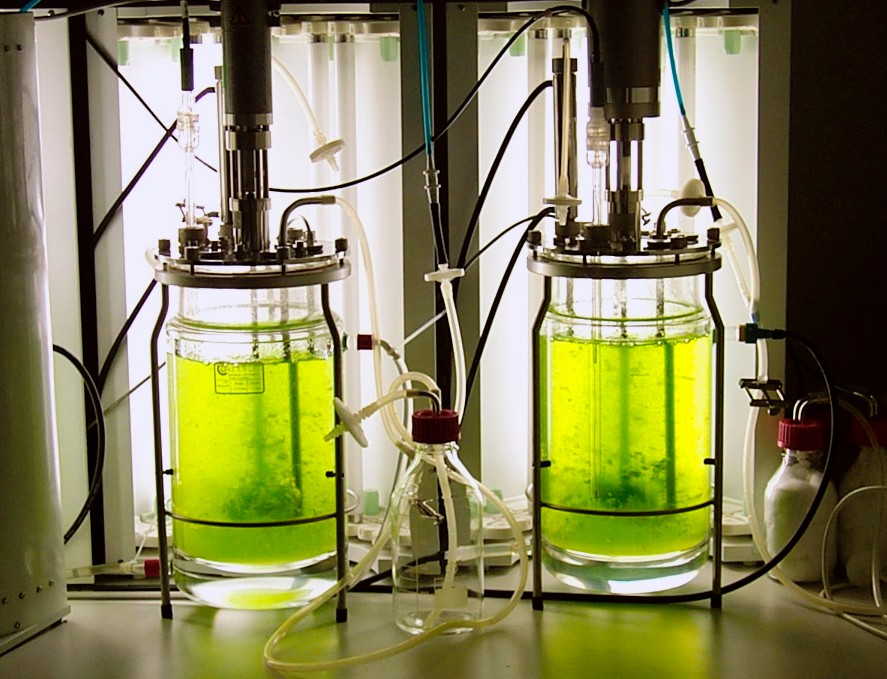
مفاعل حيوي ضوئي بواسطة الحزازي

المفاعل الحيوي الضوئي (بالإنجليزية: photobioreactor) هو مفاعلٌ حيويٌ يقوم بدمج بعضاً من نماذج مصادر الضوء. وبصورةٍ فرضيةٍ، يمكن اعتبار أي وعاء أو حاوية شفيف (مضيء داخلياً) (بالإنجليزية: translucent) مفاعلاً حيوياً ضوئياً، على الرغم من أن المصطلح يشيع استخدامه لتحديد أو تعريف نظام مغلق، على عكس الحوض المفتوح أو البركة المفتوحة. وتستخدم المفاعلات الحيوية الضوئية لإنماء وتربية بعض الأحياء المضيئة ومنها على سبيل المثال الزراقم (البكتريا الزرقاء)، الأشنيات، أو النباتات الطحلبية (بالإنجليزية: moss). وتستخدم مثل تلك الكائنات الحية الضوء من خلال عملية التمثيل الضوئي، الممثلة لمصدر طاقتهم والتي لا تتطلب إلى سكريات أو دهون كمصدرٍ للطاقة. نتيجةً لذلك، تنخفض مخاطر التلوث بالكائنات الأخرى كالبكتريا أو الفطريات في تلك المفاعلات الحيوية الضوئية عند مقارنتها بالمفاعلات الحيوية الخاصة بالعضويات غيرية التغذية.

## معالجة مياه الصرف الصحي
كما صُممت المفاعلات الحيوية كذلك لمعالجة مياه الصرف الصحي والمخلفات السائلة. وفي أكثر تلك الأنظمة كفاءةً، يوجد مورداً للتدفق الحر، وهو عبارة عن وسيطٍ خاملٍ كيميائياً والذي يلعب دور الوعاء للبكتريا والتي تُكَسِّرُ مياه الصرف الصحي الخام. وغالباً ما تشتمل الأمثلة على مثل تلك المفاعلات الحيوية حاويات أو أحواض منفصلة متوالية بالإضافة إلى عازل كيميائي أو أغعصار حلزوني لتسريع انقسام المياه والمواد الصلبة الحيوية. وهنا توفر المهويات (أجهزة للإشباع بالهواء) (بالإنجليزية: Aerators) الأكسجين لمياه الصرف والوسيط كذلك لتسريع عملية التكسير. كما يقل معدل طلب الأكسجين البيوكيميائي بصورةٍ كافيةٍ بهدف جعل المياه الملوثة صالحة لإعادة الاستخدام مرةً أخرى. في حين يمكن تجميع المواد الصلبة الحيوية من أجل إجراء مزيدٍ من المعالجة لها أو يتم تجفيفها واستخدامها كمخصباتٍ. ومن الأمثلة البسيطة بوشوحٍ على المفاعلات الحيوة ي لمعالجة مياه الصرف الصحي ذلك المكون من حوض أو خزان للتفسخ أو التعفن، حيث تترك مياه الصرف الصحي في الموقع، سواءً مع أو بدون وسيطٍ إضافيٍ لتنشئة البكتريا. وفي تلك اللحظة، يمثل الرسوب الطيني أو الوحلي اللزج المضيف أو العائل الأولي (الطين المنشط) للبكتريا. وهنا تُعَدُ أنظمة التعفن تلك الأكثر تناسباً عندما تتوفر مساحةً كافيةً من اليابسة، بالإضافة إلى نظامٍ ليس عرضةً للطوفان أو الأرض زائدة التشبع، وحيث لا يمثل أيٍ من الوقت أو الكفاءة عاملٍ جوهريٍ هناك. [بحاجة لمصدر]
وفي المفاعلات الحيوية، حيث يكون الهدف نموالخلايا أو الأنسجة سواءً للأغراض التجريبية أو العلاجية، فإن التصميم يكون مختلفٌ بصورةٍ واضحةٍ عن تلك (المفاعلات الحيوية) المستخدمة للأغراض الصناعية. هذا ويجب أن يكون للعديد من الخلايا والأنسجة، خاصةً الثديية منها، دعماً سطحياً أو بنائياً لتنمو، بالإضافة إلى أن البيئات المتهيجة غالباً ما تكون مدمرةً لمثل تلك الخلايا والأنسجة. هذا وتحتاج الحيوانات الأرقى إلى وسيطٍ أكثر تعقداً للنمو. [بحاجة لمصدر]
ونتيجة أنها تُعَدُ المحركات التي تقوم بعمليات المعالجة الحيوية لمياه الصرف الصحي، فمن الضروري أن يتم ضبط ومراقبة كم وجودة الكائنات الحية الدقيقة في تلك المفاعلات الحيوية بصورةٍ قريبةٍ. وأحد الأمثلة على تلك الطرق هو من خلال الجيل الثاني من اختبارات أدينوسين ثلاثي الفوسفات أو ATP tests.

## مفاعل ناسا الحيوي لاستنساخ الأنسجة
طورت ناسا من نموذجاً جديداً من المفاعلات الحيوية التي تقوم صناعياً بإنماء الأنسجة في مزارع الخلايا. ولمفاعل ناسا الحيوي للأنسجة القدرة على إنماء نسيج القلب، الأنسجة الهيكلية، الأربطة، بالإضافة إلى الأنسجة السرطانية بغرض الدراسة، وكذلك أنواعٍ أخرى من الأنسجة. 
لمزيد من المعلومات عن مزرعة النسيج الصناعي، اطلع على هندسة النسج.

## منظم النمو المفرط

مثال على منظم النمو المفرط

منظم النمو المفرط  (بالإنجليزية: Auxostat) هو عبارة عن جهاز إمداد مستمر بمزارع النمو، والذي في حين تشغيله، يقوم باستخدام المعلومات والإحصائيات من القياسات المأخوذة بشأن غرفة النمو للتحكم في معدل تدفق وسط النمو، محافظاً على القياس بشكل ثابت . كان «أوكسو» آلهة الإغريق أثناء نمو الربيع، وكبادئة تمثل المواد الغذائية . ومع ذلك، فإن أكثر الأنواع مثالية لجهاز منظم النمو المفرط هو الخاص بدرجة الحوضة  ، حيث يتم تسجيل الملاحظات أو الإحصائيات ما بين معدل النمو ومقياس درجة الحموضة pH.
هناك أنواع أخرى من منظمات النمو المفرط يمكنها قياس جهد الأكسجين وتركيزات الإيثانول بالإضافة لتركيزات السكر.

## وصلات خارجية
- استخدام اختبارات ATP لقياس الكتلة الحيوية الحية في مفاعلات معالجة مياه الصرف الصحي
- مفاعل حيوي- ضوئي.
- مفاعل حيوي ضوئي.